# Друзья. Часть 1
Друзья. Часть 1 — первая часть второго студийного альбома российского рок-вокалиста и продюсера Сергея Гарифуллина, выступающего под псевдонимом «Gariwoodman». Выпущена 10 апреля 2018 года. Основной целью записи пластинки стало открытие новых независимых имён в русском роке.

## Об альбоме
Средства на запись альбома, как и в случае с первым альбомом, были собраны в рамках краудфандинг-проекта. Основная задача пластинки — познакомить слушателей с новыми именами русского рока. В поддержку альбома было выпущено 3 сингла, клип на композицию «Эстелада», а также отыграны концерты в рамках «#ДружескогоТура».

## Обложка
Дизайном обложки занимался Сергей Гарифуллин. Лицевая сторона разработана на основе детского рисунка. На ней изображен торт — символ коллег-музыкантов, принявших участие в записи альбома. На оборотной стороне фотограф Иван Губанов запечатлел Gariwoodman, стоящего на фоне стены, разрисованной граффити в цветовой гамме торта.

## Отзывы критиков
| Оценки критиков | Оценки критиков |
| Источник        | Оценка          |
| --------------- | --------------- |
| EatMusic        | [ 4 ]           |
| RockHit         | [ 5 ]           |

Со стороны критиков альбом получил в основном положительные отзывы. Музыкальный журналист Анна Николаевская из EatMusic отметила, что в новом релизе «Gariwoodman сделал очень серьёзный шаг к тому, чтобы выбиться из когорты начинающих маленьких артистов».
Издание «RockHit», в свою очередь, подчеркнуло, что материал второго альбома кардинально отличается от первого: «Нельзя сказать, что новый материал лучше или хуже предыдущего альбома. Он просто другой».

## Список композиций
Слова и музыка всех песен — Сергей Гарифуллин.
| №  | Название                       | Длительность |
| -- | ------------------------------ | ------------ |
| 1. | «Содом и Гоморра»              | 2:52         |
| 2. | «Рита» (feat. Как Будто Будда) | 3:31         |
| 3. | «Эстелада» (feat. Иван Демьян) | 3:31         |
| 4. | «Moscow Metropolitan»          | 2:57         |
| 5. | «Коричневый»                   | 3:29         |
| 6. | «Рита» (Радиоверсия)           | 3:30         |

## Участники записи
- Gariwoodman
  - Сергей Гарифуллин — вокал, ритм-гитара, продюсирование
  - Андрей Якимов — соло-гитара, бас-гитара, инженер звукозаписи
  - Аркадий Остахов — соло-гитара, инженер звукозаписи
  - Никита Дорошенко — инженер звукозаписи
  - Алексей Стецюк — сведение, мастеринг
- Приглашённые музыканты
  - Иван Демьян — вокал в «Эстелада»
  - Григорий Ивко — вокал в «Рита»
  - Денис Кравченко — вокал в «Рита»
  - Роман Сула — ударные в «Рита»